# Nagaram
Nagaram es una ciudad censal situada en el distrito de Medchal Malkajgiri  en el estado de Telangana (India). Su población es de 30502 habitantes (2011). Forma parte del área metropolitana de Hyderabad.

## Demografía
Según el censo de 2011 la población de Nagaram era de 30502 habitantes, de los cuales 15504 eran hombres y 14998 eran mujeres. Nagaram tiene una tasa media de alfabetización del 85,40%, superior a la media estatal del 67,02%: la alfabetización masculina es del 90,01%, y la alfabetización femenina del 80,64%.